# Uniformitarianismus
Uniformitarianismus (také princip uniformity či aktualismus) je směr v přírodních vědách (původně pouze v geologii), podle kterého se předvěké děje zásadně kvalitativně neliší od současných dějů.

## Geologie
V geologii se jedná o princip, podle něhož všechny události v dějinách Země jsou výsledkem působení takových sil, které působí i dnes a se stejnou intenzitou. Princip aktualismu se doplňuje o princip vývoje geologických procesů, dle kterých tyto síly měly často odlišný charakter a působily s rozdílnou intenzitou. Autory principu aktualismu jsou James Hutton a Charles Lyell.